# طقسوس فلوريدا
طقسوس فلوريدا (الاسم العلمي:Taxus floridana) (بالإنجليزية: Florida yew)‏ هو نوع من النباتات يتبع جنس الطقسوس من الفصيلة الطقسوسية.